# Eleccions generals d'Irlanda del Nord de 1982
Les eleccions generals d'Irlanda del Nord de 1982 es van celebrar el 20 d'octubre de 1982. Enmig de la violència sectària provocada per la vaga de fam de l'IRA de 1981 i la intransigència del govern de Margaret Thatcher, s'intentà una devolució dels poders i es convocaren noves eleccions. Guanyaren novament els partits unionistes, però per primer cop el Sinn Féin es presenta amb bons resultats electorals.

## Resultats
| Partit                               | Líder             | Vot popular | %     | Escons | Canvi (de 1975) |
| Partit Unionista                     | James Molyneaux   | 199.277     | 29,7% | 26     | +7              |
| Partit Democràtic Unionista          | Ian Paisley       | 145.528     | 23,0% | 21     | +9              |
| SDLP                                 | John Hume         | 118.891     | 18,8% | 14     | -3              |
| Sinn Féin                            | Gerry Adams       | 64.191      | 10,1% | 5      | +5              |
| Aliança                              | Oliver Napier     | 58.858      | 9,3%  | 10     | +2              |
| Partit dels Treballadors             | Tomás Mac Giolla  | 17.216      | 2,7%  |        |                 |
| Partit Unionista Popular de l'Ulster | James Kilfedder   | 14.916      | 2,3%  | 1      |                 |
| Partit Unionista Unit de l'Ulster    | John Dunlop       | 11.550      | 1,8%  |        |                 |
| Unionista independent                | Frank Millar      | 9.567       | 1,5%  | 1      |                 |
| Independent SDLP                     |                   | 1.180       | 0,2%  |        |                 |
| Partit Laborista de Newtownabbey     |                   | 560         | 0,1%  |        |                 |
| People's Democracy                   |                   | 442         | 0,4%  |        |                 |
| Comunistes                           | Michael O'Riordan | 415         | 0,1%  |        |                 |